# Universidad de París IV París Sorbonne
La Universidad de París IV París Sorbonne fue una universidad pública de investigación en París, Francia. Las facultades de la universidad, herederas de la tradición de la antigua Universidad de París, pertenecían exclusivamente al ámbito de las Humanidades, lo que suponía, en aquel entonces, el principal conglomerado en Francia dedicado a la enseñanza superior y al estudio de las disciplinas humanísticas. En 2018, se fusionó con la Universidad Pierre y Marie Curie y algunas entidades más pequeñas para formar una nueva universidad llamada Universidad Sorbona.
La especialización de la universidad en esa área quedaba patente a través del reconocimiento por parte de prestigiosas clasificaciones internacionales de los últimos años. Según el Ranking QS, en 2010, la Universidad París Sorbonne fue clasificada la 13.ª mejor universidad del mundo para el estudio de las Humanidades, tercera en Europa después de las universidades de Oxford y Cambridge. Consecutivamente en 2011 y 2012, la universidad ocupó el puesto 17.º. Según The Times Higher Education, en términos de reputación internacional, la Universidad París-Sorbonne llegó a ocupar la primera posición en Francia.
París Sorbonne poseía diez campus en París, siete de los cuales se hallan en el histórico Barrio Latino, uno en el Marais y otros dos en Malesherbes y Clignancourt. La universidad se componía de diecisiete departamentos de enseñanza e investigación pertenecientes a diferentes áreas humanísticas. En sus aulas se formaban más de 14.000 estudiantes de licenciatura (licence) y más de 10.000 de posgrado (máster, doctorat). La universidad también acogía la prestigiosa escuela de periodismo y comunicación, CELSA, en el suburbio parisino de Neuilly-sur-Seine. En 2006, la universidad adquirió además un campus independiente en Abu Dhabi (EAU), donde todavía se imparten cursos de licenciatura y posgrado, y lo que supuso un claro paso hacia la internacionalización de la enseñanza francesa a través de una de sus más eminentes instituciones.